# Margarita Tutulani
Margarita Tutulani (Berat, 1925 – Gosë, 6 luglio 1943) è stata una partigiana albanese antifascista, nominata Eroina del Popolo d'Albania.

## Biografia
Nata a Berat, nel quartiere Gorica, era nipote di Dhimitër Tutulani, uno dei firmatari della dichiarazione d'indipendenza albanese del 1912, ed era figlia di Miltiadh Tutulani, membro del Parlamento albanese e Ministro delle finanze negli anni '30. Ha studiato presso l'Istituto pedagogico della Regina Madre di Tirana.
Nell'aprile 1939 con l'inizio dell'invasione italiana dell'Albania tornò a Berat, dove con la famiglia protestò contro il governo e l'occupazione da parte degli italiani. Nel 1942 si unì al Partito Comunista, guidando le proteste di Berat del 28 novembre, attirando l'attenzione delle autorità italiane.
Il 4 luglio 1943 terminò la sua latitanza e fu arrestata con il fratello Kristaq a Berat, venendo a sottoposti a tortura durante la detenzione. Due giorni dopo entrambi sono stati fucilati a Gosë.
La città di Berat fu sconvolta dalla morte dei due fratelli e iniziò a diffondersi una foto del suo cadavere martoriato, ciò spinse molti civili ad unirsi alla resistenza nell'opporsi all'occupazione.
Una sua statua è stata posizionata nel Cimitero nazionale dei martiri d'Albania di Tirana e il linguista Vehxhi Buharaja le ha dedicato una poesia intitolata Margarita, scritta circa 10 giorni dopo la sua morte.